# Unterlegkeil

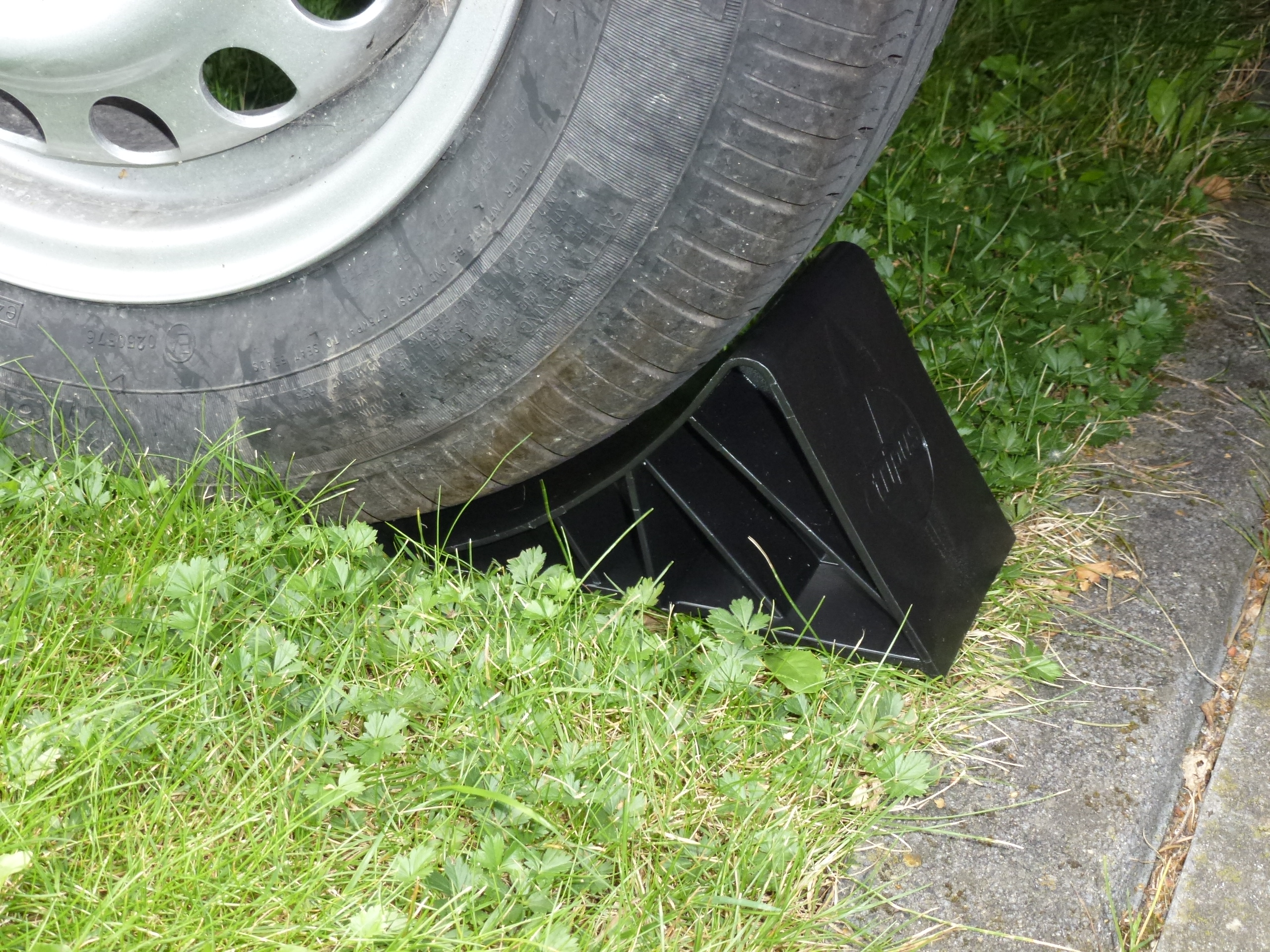
Unterlegkeil vor einem Anhängerrad

Unterlegkeile (auch Radkeil) sind stabile Keile aus Metall, Kunststoff oder anderen geeigneten Materialien, die abgestellte Kraftfahrzeuge einschließlich Anhänger durch Blockieren mindestens eines Rades gegen Wegrollen sichern sollen. Regelungen für die Ausführung von Unterlegkeilen werden u. a. in den DIN-Normen 76051-1 "Unterlegkeile für Kraftfahrzeuge und Anhängefahrzeuge" bzw. 76051-2 "Unterlegkeile für landwirtschaftliche Fahrzeuge; Funktionsmaße" getroffen.
Verstärkte Keile, die aus Stahl sind und eine Verzahnung aufweisen, sind beispielsweise bei Fahrzeugen, die über eine eingebaute Seilwinde verfügen, in Verwendung, da sie nicht nur ein Wegrollen, sondern auch ein Wegziehen des Fahrzeuges verhindern müssen.

## Vorschriften des Straßenverkehrsrechts

### Deutschland

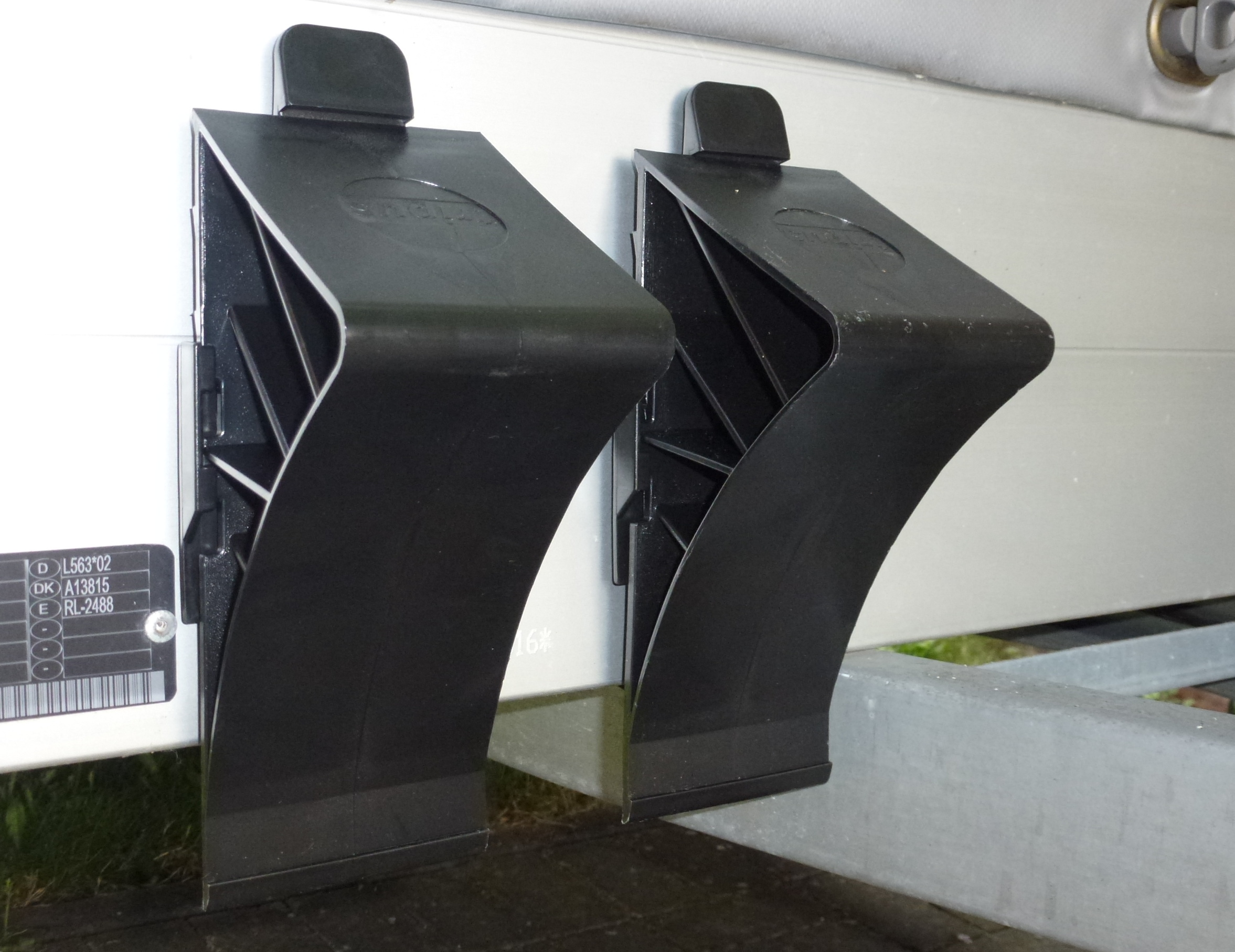
Unterlegkeile nach deutschem Recht an einem Starrdeichselanhänger befestigt

Die Straßenverkehrs-Zulassungs-Ordnung (StVZO) schreibt im § 41, Absatz 14, (Stand: 19. Oktober 2012) vor, dass folgende Kraftfahrzeuge und Anhänger mit mindestens einem Unterlegkeil ausgerüstet sein müssen: 
- Kraftfahrzeuge – ausgenommen Gleiskettenfahrzeuge – mit einem zulässigen Gesamtgewicht von mehr als 4 t,
- zweiachsige Anhänger (ausgenommen Sattel-, Starrdeichsel- und Zentralachsanhänger) mit einem zulässigen Gesamtgewicht von mehr als 750 kg,

Mit mindestens zwei Unterlegkeilen müssen nach gleicher Vorschrift ausgerüstet sein:
- drei- und mehrachsige Fahrzeuge,
- Sattelanhänger,
- Starrdeichsel- und Zentralachsanhänger mit einem zulässigen Gesamtgewicht von mehr als 750 kg.

Bei Nichtgebrauch müssen die zum Kraftfahrzeug oder Anhänger gehörenden Unterlegkeile im bzw. am Fahrzeug leicht zugänglich so mit Halterungen angebracht sein, dass sie nicht verloren gehen können oder klappern. Daher dürfen Haken oder Ketten nicht als Halterungen für Unterlegkeile verwendet werden.
Fahrzeugführer sind gem. StVZO, § 31b, verpflichtet, auf Verlangen zuständigen Personen wie z. B. der Polizei mitzuführende Gegenstände vorzuzeigen und zur Prüfung des vorschriftsmäßigen Zustands auszuhändigen. Darunter fallen auch Unterlegkeile.
Die vorsätzliche oder fahrlässige Inbetriebnahme eines Kraftfahrzeuges (ggf. mit Anhänger) unter Verstoß gegen die oben genannten Vorschriften zur Ausrüstung mit Unterlegkeilen, ihrer Beschaffenheit und Anbringung stellt nach StVZO, § 69a, Absatz 3, Nr. 13, eine Verkehrsordnungswidrigkeit dar.

### Österreich

Unterlegkeil bei einem Anhänger in Wilhersdorf, Ober-Grafendorf, Österreich

In Österreich lautet die Regelung laut Kraftfahrgesetz 1967 §102/10:
"Der Lenker hat bei Kraftfahrzeugen mit einem höchsten zulässigen Gesamtgewicht von mehr als 3500 kg ausgenommen Fahrzeuge der Klasse M1 und bei anderen als leichten Anhängern pro Fahrzeug jeweils mindestens einen Unterlegkeil mitzuführen."
Der Unterlegkeil muss ausreichend stabil und der Radgröße des Fahrzeugs angepasst sein. Unterlegkeile für Traktoren sind daher recht groß und können zum Verstauen zusammengeklappt werden.
Unterlegkeile gehören damit bei den genannten Fahrzeugen zu den mitzuführenden Ausrüstungsgegenständen.
Während für Kraftfahrzeuge allgemein ebenfalls die deutsche DIN-Norm gilt, sind für landwirtschaftliche und selbstfahrende Maschinen die Keile in der ÖNORM L 5232 beschrieben.

## Verwendung bei anderen Fahrzeugarten
Unterlegkeile bei der Eisenbahn werden als Radvorleger bezeichnet.
Auch Flugzeuge werden beim Stillstand auf dem Rollfeld durch Keile gesichert.